# Mimapatelarthron albonotatum
Mimapatelarthron albonotatum là một loài bọ cánh cứng trong họ Cerambycidae.